# Sébastien Roch (personnage)
Pour les articles homonymes, voir Sébastien Roch.
Sébastien Roch  est le personnage éponyme du roman autobiographique de l’écrivain français Octave Mirbeau,  Sébastien Roch (1890).

## Le meurtre d’une âme d’enfant
Le jeune Sébastien Roch, dont le nom et le prénom sont également significatifs, est le fils d’un quincaillier d’un village du Perche, Pervenchères. Orphelin de mère, confronté à un père stupide, imbu de son importance et qui ne s'occupe guère de lui, il jouit, par exception, d’une grande liberté et s’épanouit naturellement : il a « la viridité fringante, la grâce élastique des jeunes arbustes qui ont poussé, pleins de sève, dans les terres fertiles », et « la candeur introublée de leur végétale vie ».  

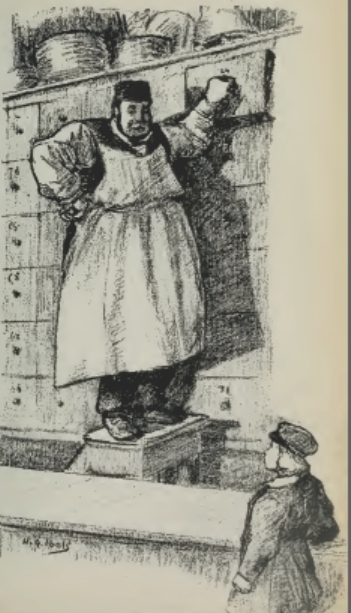
Le petit Sébastien et son père, par Henri-Gabriel Ibels, 1906

Mais lorsque son père, par vanité, le sacrifie, tel Isaac, en l’offrant en pâture aux jésuites de Vannes, ses qualités naturelles et le génie potentiel qui sommeillait en lui sont éradiqués par le mortel ennui des cours, par l’abêtissante propagande politique et religieuse, par l’énervante discipline quasiment militaire, par la morale répressive et contre nature. Après ce viol de l’esprit arrive le viol du corps, perpétré par son maître d’études, le Père de  Kern, qui l’initie aux beautés de la poésie et de l’art pour mieux le manipuler et l’attirer finalement dans sa chambre. Mais, de peur d’être dénoncé, de Kern l’accuse d’être coupable d’amitiés particulières avec son compagnon, le taiseux Bolorec. Sébastien a beau protester de son innocence, il est impitoyablement chassé pour sauvegarder l’institution.
De retour chez son père, qui ne lui parle plus et qui lui en veut littéralement à mort, Sébastien traîne son ennui, avec l’impression que quelque chose est à jamais cassé en lui : il se sent sali à jamais, sa curiosité intellectuelle est en sommeil, il est incapable d’un effort continu et sa sexualité est profondément perturbée. À la veille de partir à la guerre, son amie d’enfance Marguerite se donne à lui, et il la prend violemment, avec une envie de meurtre qu’il a du mal à refréner. Mobilisé dans l’armée de la Loire, où il a la joie de retrouver Bolorec, il est bien décidé à ne pas tuer. Il trouve une mort absurde, fauché par une canonnade prussienne qui s'est déclenchée en riposte à un obus lancé, pour s’amuser, par un jeune officier fringant et irresponsable.
Sébastien Roch est un antihéros dans la mesure où sa vie a été complètement inutile, cependant que sa mort, ironie du sort, est d’une totale absurdité. À travers son parcours pathétique, Octave Mirbeau met en cause l’ensemble des institutions, mais dénonce tout particulièrement le lavage des cerveaux perpétré par l’Église catholique et stigmatise sa solidarité de corps avec les prédateurs d’enfants qu’elle abrite en son sein et qui bénéficient d’une totale impunité.